# Wolfgang Ramsauer
Wolfgang Ramsauer (* 16. August 1913 in Göppingen; † 1999) war ein deutscher Landrat.

## Leben
Ramsauer, Sohn eines Notars und evangelischer Konfession, studierte nach dem Besuch des Gymnasiums Ulm von 1932 bis 1937 Rechtswissenschaften in Tübingen, Kiel und Königsberg. Er war Mitglied der musischen Studentenverbindung AMV Stochdorphia Tübingen im SV. Er legte 1937 die erste und 1940 die zweite juristische Staatsprüfung ab. 
Von 1940 bis 1945 leistete er Kriegsdienst als Reserveoffizier. 1941 wurde er Regierungsassessor. Von 1943 bis 1945 war er Regierungsrat beim Landratsamt Aalen. 
Er war von 1945 bis 1946 in Kriegsgefangenschaft und in Ludwigsburg interniert.
1947 wurde er Regierungsrat beim Landratsamt Schwäbisch Hall. Im Oktober 1947 wurde er dort stellvertretender Landrat und von 1948 bis 1952 sowie von 1953 bis 1954 war in Leonberg ebenfalls stellvertretender Landrat. Von 1952 bis 1953 war er beim Innenministerium Baden-Württemberg tätig.
Von 1954 bis 1972 war er Landrat des Landkreises Leonberg. 1972 wurde er pensioniert. 
Als Landrat war er parteilos.